# لورو چیوفنا
لورو چیوفنا (به ایتالیایی: Loro Ciuffenna) یک کومونه در ایتالیا است که در استان آرتزو واقع شده‌است.

## خصوصیات
لورو چیوفنا ۸۶٫۷ کیلومترمربع مساحت و ۵٬۹۶۰ نفر جمعیت دارد و ۳۳۰ متر بالاتر از سطح دریا واقع شده‌است.

## خواهرخوانده
شهرهای تیفاریتی و Gruissan خواهرخوانده‌های لورو چیوفنا هستند.